# Чудомир
Чудоми́р (болг. Чудомир) — село в Разградській області Болгарії. Входить до складу общини Лозниця.

## Населення
За даними перепису населення 2011 року у селі проживали 332 особи.
Національний склад населення села:
| Національність   | Кількість осіб | Відсоток |
| ---------------- | -------------- | -------- |
| турки            | 255            | 86,4%    |
| цигани           | 3              | 1,0%     |
| інша             | 17             | 5,8%     |
| Всього відповіли | 295            |          |

Розподіл населення за віком у 2011 році:
Динаміка населення: